# Phacelia stebbinsii
Phacelia stebbinsii är en strävbladig växtart som beskrevs av Lincoln Constance och Heckard. Phacelia stebbinsii ingår i Faceliasläktet som ingår i familjen strävbladiga växter. Inga underarter finns listade i Catalogue of Life.